# ¿Quién maneja mi barca?
 "¿Quién maneja mi barca?", Espanha no Festival Eurovisão da Canção 1983.
¿Quién maneja mi barca? foi a canção que representou a Espanha no Festival Eurovisão da Canção 1983. Foi interpretada em espanhol por Remedios Amaya.
A referida canção tinha letra de Isidro Muñoz , e música e orquestração de José Miguel Évoras.
A canção espanhol foi a sétima a ser cantada na noite do festival, a seguir à canção turca "Opera interpretada por Çetin Alp e The Short Waves e antes da canção suíça "Io cosi non ci sto" interpretada por Mariella Farré. Após o final da votação, a canção espanhola, não alcançou qualquer ponto (0 pontos), empatando com a canção turca
O tema espanhol musicalmente é um flamenco, a cantora dançou flamenco, a cantar repetiu muitas vezes o refrão "Ay ¿Quién maneja mi barca?". De referir que Remedio Amaya cantou descalça, mas isso não a favoreceu.